# 제3연계선
제3연계선 또는 완도-제주 HVDC는 완도군과 제주시를 잇는 공사중인 초고압직류송전(HVDC)선이다.

## 같이 보기
- 제1연계선
- 제2연계선